# Nicolae Ovidiu I. Badea
Nicolae Ovidiu I. Badea (n. 22 noiembrie 1963, Finta, România) este un inginer silvic, membru corespondent al Academiei Române din 2014.